# Winger (gruppo musicale)
I Winger sono un supergruppo heavy metal newyorkese formatosi nel 1987. Il gruppo venne formato da Kip Winger, ai tempi noto come bassista di Alice Cooper. Il suo stile presenta una singolare commistione di hair metal e progressive metal.

## Storia

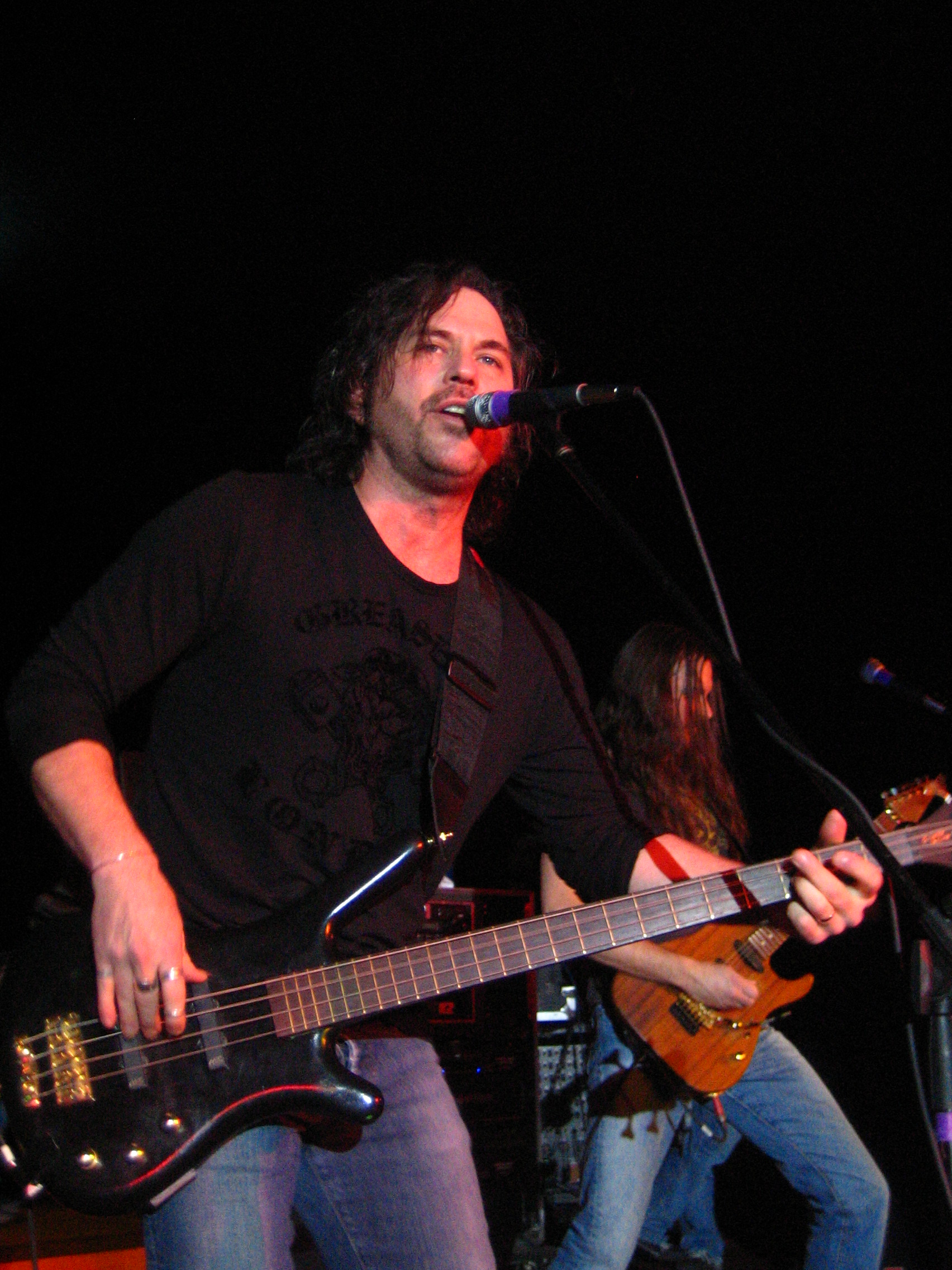
Kip Winger nel 2007

I Winger nacquero da un'idea del bassista/cantante di Alice Cooper Kip Winger e del tastierista Paul Taylor, nel periodo in cui entrambi erano impegnati nel tour del disco di Cooper chiamato Constrictor. Kip conobbe il chitarrista Reb Beach durante qualche sessione in studio e cominciarono a lavorare insieme. Il trio arruolò infine il batterista Rod Morgenstein, spostatosi a New York. Morgenstein aveva militato in precedenza nel progetto jazz rock di Steve Morse chiamato Dixie Dregs prima di raggiungere i tedeschi Zeno per qualche data live.
Presentandosi inizialmente con il nome di Sahara, il quartetto decise di cambiare titolo con l'avvento della pubblicazione del debut album Winger nel 1988, pare su suggerimento di Alice Cooper, dopo aver ottenuto un contratto con la major Atlantic Records. Questo primo lavoro omonimo venne prodotto di Beau Hill e registrato agli Atlantic Studios di New York. Hill aveva già collaborato con Kip nei tardi anni settanta producendo le sue demo ai tempi in cui entrambi risiedevano a Denver, Colorado e Beau era membro di una band chiamata Airborne.
Venne inclusa nel disco anche la reinterpretazione di Jimi Hendrix "Purple Haze" che vedeva la partecipazione straordinaria di Dweezil Zappa (figlio di Frank). Alcune versioni del disco includevano inoltre la traccia bonus "Higher and Higher". Il disco omonimo raggiunse la posizione n° 21 nelle classifiche statunitensi grazie ai singoli "Seventeen" e "Headed for a Heartbreak", ottenendo il platino negli States e l'oro in Giappone e Canada.
In questo primo periodo i Winger parteciparono a diversi tour negli States al fianco di Ozzy Osbourne, Scorpions, King's X, Cinderella e BulletBoys. I tour continuarono per oltre un anno supportando altre note band del calibro di Bad Company, Bon Jovi, Poison, Skid Row e Tesla.
Allo stesso tempo Reb Beach partecipò come ospite a qualche demo della band Trik Blue.
Il secondo disco dei Winger dal titolo di In the Heart of the Young, entrò più facilmente nelle classifiche statunitensi. Prodotto nuovamente da Beau Hill, il disco venne registrato agli Enterprise Studios ed era più orientato verso l'AOR. Le vendite vennero incrementate dal singolo di successo "Miles Away", un brano all'epoca adottato come inno non ufficiale della Guerra del Golfo. Anche questo secondo lavoro venne premiato con il platino negli Stati Uniti e l'oro in Giappone.
Grazie al grande successo ottenuto, i Winger vennero nominati per gli American Music Award come "Best New Heavy Metal Band" nel 1990.
I relativi tour videro la band in compagnia di Scorpions, ZZ Top, Kiss, Extreme e Slaughter. Ma è proprio durante i tour che la band assiste alla dipartita di Taylor, sostituito più tardi con John Roth. Nel 1991 il gruppo partecipa alla colonna sonora del film Un mitico viaggio (titolo originale Bill & Ted's Bogus Journey) con il brano inedito "Battle Stations".
Il terzo album, Pull venne pubblicato nel 1993 in piena epoca grunge, e come tale non venne particolarmente considerato. Nel tentativo di rimanere al passo coi tempi, le sonorità di quest'album vedevano un cambio di rotta verso linee musicali più pesanti. Tuttavia a causa del mancato successo il gruppo si sciolse nel 1994.

### Dopo lo scioglimento
Kip Winger si ritirò a Santa Fe, Nuovo Messico e fondò una sua casa discografica. Egli darà vita alla carriera solista debuttando con il disco This Conversation Seems Like A Dream nel 1996. Seguirono i dischi Made by Hand (1998) e Songs From the Ocean Floor (2000).
Reb Beach pubblicherà nel 1993 un disco solista intitolato The Fusion Demos.
Morgenstein tornò nella formazione dei Dixie Dregs e nel 1997 pubblicò un disco sotto il nome di Rudes Morgenstein Project.
Morgenstein registrò materiale con i Dixie Dregs, Jazz is Dead oltre che per Kip Winger, Platypus e Jelly Jam (con membri dei Dream Theater e King's X). Divenne anche professore di percussioni al Berklee College of Music di Boston dal 1997.
Beach e Taylor si riunirono ancora una volta nella formazione di Alice Cooper in occasione di alcuni tour nel 1997. Più precisamente Beach militerà nella band di Alice Cooper dal 1996 al 98.
Successivamente il chitarrista fondò un progetto chiamato Reb Beach Trio attivo nei club di Pittsburgh. Nel 1997 invece raggiungerà i Dokken apparendo nel loro disco Erase the Slate nel 1999 e nel live album Live from the Sun nel 2000.
John Roth suonò con Kip Winger nel 1998 nel tour di supporto ai dischi This Conversation Seems Like A Dream e Made by Hand. Egli registrò anche il disco di Kip Winger Songs From the Ocean Floor (2000). Pubblicherà poco dopo il suo debutto solista e inciderà del materiale con la sua band chiamata The Lost Boys.
Paul Taylor contribuì alla composizione di diversi brani del disco solista di Steve Perry (Journey) For The Love Of Strange Medicine (1995). Taylor inoltre partecipò a numerosi tour con Steve Perry, Alice Cooper (tra il 1996-97), Tommy Shaw (Styx, Damn Yankees) nel 1998, e John Waite (ex Bad English) nel 1999.

### Reunion
Le prime voci sulla riunione dei Winger cominciarono ad emergere nel 2000, nel periodo in cui Reb Beach abbandonò i Dokken, pubblicando il secondo disco solista intitolato Masquerade nel 2001. Nell'ottobre 2001 viene pubblicata la compilation The Very Best of Winger che includerà anche la traccia inedita "On the Inside". Altre due tracce irrealizzate dei Winger, "Without Warning" e "Written in the Wind", verranno reinterpretate dalla melodic metal band italiana Khymera nel loro debut album omonimo. Nel 2003 Beach entrerà a far parte della formazione degli Whitesnake di David Coverdale.
Durante il 2005 il trio Kip Winger, Reb Beach e Rod Morgenstein venne aggiornato con l'aggiunta del tastierista dei turchi Xcarnation Cenk Eroglu.
Nel maggio 2006 Kip Winger, Reb Beach, Paul Taylor e Rod Morgenstein si riunirono ufficialmente sotto il nome di Winger. Firmando per l'etichetta italiana Frontiers Records, il gruppo pubblicò il quarto album in studio, al quale partecipò anche l'ex membro dei Winger John Roth, con Cenk Eroglu alle tastiere. Nell'ottobre 2006, viene quindi pubblicato dopo tredici anni il quarto album intitolato IV, il quale riabbracciava in chiave moderna le sonorità dei primi dischi del gruppo. Nel 2007 il gruppo registrò il suo primo album dal vivo Live. Quello stesso anno Kip Winger e Rod Morgenstein apparirono nel disco solista di Jordan Rudess, tastierista dei Dream Theater, intitolato The Road Home. L'intera band partecipa inoltre ad una compilation natalizia intitolata Monster Ballads Christmas con il brano "Happy Christmas (War Is Over)", assieme a molte altre hair metal band tra cui Skid Row, Twisted Sister, Danger Danger, Dokken, Stryper e molti altri.
Il 16 ottobre 2009 i Winger pubblicano il quinto disco in studio intitolato Karma, distribuito sempre dalla italiana Frontiers. Nel frattempo John Roth entrò come chitarrista nei Giant, con i quali ha inciso l'album Promised Land pubblicato nel 2010.
I Winger ritornano con il sesto disco Better Days Comin' il 23 aprile 2014, che si rivela tra i lavori più apprezzati pubblicati dopo la reunion.

## Critiche
I Winger vennero costantemente messi in ridicolo dal cartone animato di MTV Beavis and Butt-Head durante la metà degli anni novanta. Nel programma il vicino di casa dei due protagonisti, chiamato Stewart Stevenson, tentava sempre di essere da loro accettato ma era in realtà deriso dai due. Il ragazzo indossava sempre una maglietta proprio con il logo dei Winger, in opposizione alle t-shirt dei più duri Metallica e AC/DC indossate dai due protagonisti. Quindi, oltre a deridere il ragazzo, criticavano gli stessi Winger. Nel documentario Taint of Greatness: Part 2, Kip Winger racconta ad MTV che questo fatto non lo divertiva affatto e che causò loro una notevole perdita di popolarità. Attorno allo stesso periodo, nel video Nothing Else Matters dei Metallica, si nota che il batterista Lars Ulrich lancia una freccetta su un poster di Kip Winger. A tal riguardo, Winger dichiara:

(Kip Winger)
Il gruppo viene inoltre scherzosamente citato all'interno della traccia All in the Family dei Korn, in cui Fred Durst dichiara ironicamente che i Winger sono la band preferita di Jonathan Davis, durante l'ironica gara di insulti tra i due.

## Formazione

### Formazione attuale
- Kip Winger – voce, basso, tastiere (1987-94, 2001-03, 2006-oggi)
- Reb Beach – chitarra solista, chitarra ritmica, tastiere (1987-94, 2001-03, 2006-oggi)
- John Roth – chitarra ritmica, chitarra solista, basso, tastiere (1993-94, 2001-03, 2006-oggi)
- Paul Taylor – chitarra ritmica, tastiere (1987-91, 2014-oggi)
- Rod Morgenstein – batteria (1987-94, 2001-03, 2006-oggi)

### Ex componenti
- Cenk Eroglu – tastiere, chitarre (2006-14)

## Discografia

### Album in studio
- 1988 – Winger
- 1990 – In the Heart of the Young
- 1993 – Pull
- 2006 – IV
- 2009 – Karma
- 2014 – Better Days Comin'
- 2023 – Seven

### Live
- 2007 – Live

### Raccolte
- 2001 – The Very Best of Winger
- 2003 – Headed for a Heartbreak and Other Hits
- 2007 – Demo Anthology

### Singoli
- 1988 – Madalaine
- 1988 – Seventeen
- 1989 – Headed for a Heartbreak
- 1989 – Hungry
- 1990 – Can't Get Enuff
- 1990 – Miles Away
- 1991 – Easy Come Easy Go
- 1993 – Down Incognito
- 1993 – Spell I'm Under
- 1993 – Who's the One

### Partecipazioni
- 2006 – 80s Metal Tribute to Journey
- 2007 – Metal Mania Stripped Volume 3

## Videografia
- 1989 – The Videos, Vol. 1
- 1990 – In the Heart of the Young, Vol. 1
- 1991 – In the Heart of the Young, Vol. 2
- 1991 – Live in Tokyo
- 1993 – The Making of Pull
- 2006 – The Making of Winger IV
- 2007 – Live (DVD)
- 2009 – Then & Now: The Making of Pull and Winger IV

## Classifiche
Secondo Billboard.
Album
| Titolo                    | Etichetta | Pubblicazione | Posizione |
| Winger                    | Atlantic  | 8/1988        | numero 21 |
| In the Heart of the Young | Atlantic  | 7/1990        | numero 15 |
| Pull                      | Atlantic  | 5/1993        | numero 83 |

Singoli
| Anno | Titolo                    | Posizione  | Posizione | Album                     |
| Anno | Titolo                    | US Hot 100 | US Rock   | Album                     |
| 1988 | "Madalaine"               | –          | 27        | Winger                    |
| 1988 | "Seventeen"               | 26         | 19        | Winger                    |
| 1989 | "Headed for a Heartbreak" | 19         | 8         | Winger                    |
| 1989 | "Hungry"                  | 85         | 35        | Winger                    |
| 1990 | "Can't Get Enuff"         | 42         | 6         | In the Heart of the Young |
| 1990 | "Miles Away"              | 12         | 14        | In the Heart of the Young |
| 1991 | "Easy Come Easy Go"       | 41         | 17        | In the Heart of the Young |
| 1993 | "Down Incognito"          | –          | 15        | Pull                      |